# Calamagrostis holciformis
Calamagrostis holciformis är en gräsart som beskrevs av Hippolyte François Jaubert och Édouard Spach. Calamagrostis holciformis ingår i släktet rör, och familjen gräs. Inga underarter finns listade i Catalogue of Life.